# Roger Palmer, 1.º Conde de Castlemaine
Roger Palmer, 1.º Conde de Castlemaine, PC (3 de setembro de 1634 - 21 de julho de 1705) foi um cortesão inglês, diplomata e brevemente membro do parlamento, tendo assento na Câmara dos Comuns da Inglaterra por parte de 1660. Ele também foi um notável escritor católico romano. Sua esposa, Barbara Villiers, foi uma das amantes de Carlos II.

## Vida pregressa
Nascido em uma família católica romana em 3 de setembro de 1634, Roger era filho de Sir James Palmer de Dorney Court, Buckinghamshire, um cavalheiro do quarto de dormir do rei Carlos I, e Catherine Herbert, filha de William Herbert, 1.º Barão Powis. Ele foi educado no Eton College e no King's College, em Cambridge . Ele foi admitido no Inner Temple em 1656. 
Em março de 1660, aos 25 anos, Palmer foi eleito membro do Parlamento por Windsor no Parlamento da Convenção . Após um duplo retorno, ele não foi empossado até 27 de abril. 

## Carreira
Durante uma longa viagem pela França e Itália, ele serviu como oficial na frota da República de Veneza em 1664, antes de retornar à Inglaterra no final daquele ano. Em 1665, serviu sob o comando do Duque de Iorque na Marinha Real durante a Segunda Guerra Anglo-Holandesa. 
Palmer demonstrou devoção inabalável e pública ao catolicismo romano, apesar das pesadas penalidades legais e sociais, e também apoiou firmemente a monarquia Stuart. Sua lealdade ao trono e à sucessão dos Stuart em geral, e à pessoa de Carlos II em particular, forçou sua concordância com a posição de sua esposa como amante do rei.
Como um católico romano proeminente, Castlemaine ficou sob suspeita na época da conspiração papal alegada por Titus Oates e outros. Na atmosfera de histeria anticatólica da época, Palmer foi internado na Torre de Londres e posteriormente julgado no King's Bench Bar, em Westminster, por alta traição . Ele teve que se representar e, como demonstrado pelo relato literal nos Julgamentos Estaduais, garantiu sua própria absolvição com uma defesa hábil contra o Juiz Jeffreys e o Presidente do Supremo Tribunal Scroggs. 
Ele se tornou membro do Conselho Privado Inglês em 1686, após a ascensão de Jaime II ao trono. Foi nomeado embaixador no Vaticano, onde foi ridicularizado como o corno mais famoso da Europa.  Como embaixador, ele promoveu o plano de James de que o Papa Inocêncio XI fizesse de seu conselheiro privado jesuíta, Edward Petre, um cardeal. Inocente recusou-se a fazê-lo.  
Após a Revolução de 1688, Castlemaine fugiu para se refugiar em Llanfyllin, perto de sua casa ancestral em Montgomeryshire, e ficou por um tempo na casa de um recusante de lá,  mas foi preso em Oswestry, Shropshire, e internado na Torre,  passando a maior parte de 1689 e parte de 1690 lá. Depois de suportar quase 16 meses na Torre, ele foi libertado sob fiança. Ele foi preso e enviado para a Torre novamente em 1696, após não comparecer ao Parlamento irlandês, mas foi libertado novamente 5 meses depois. 

## Morte
Ele morreu discretamente em Oswestry em 21 de julho de 1705, aos 70 anos, e foi enterrado no jazigo da família Herbert na Igreja de Santa Maria, Welshpool, Montgomeryshire .  Sua ex-esposa Barbara o seguiu até o túmulo quatro anos depois, em 1709. Os herdeiros de Castlemaine incluíam seu sobrinho, Charles Palmer, de Dorney Court, a quem ele deixou propriedades no País de Gales que lhe foram herdadas da família de sua mãe, mas que estavam muito oneradas e valiam pouco.
Seus títulos foram extintos após sua morte. Os filhos de sua esposa podem tecnicamente tê-los reivindicado, já que todos nasceram enquanto ela permaneceu casada com ele, e há uma presunção de legitimidade no casamento, mas ninguém jamais alegou que eles eram de fato legítimos, e tal reivindicação jamais foi feita. De qualquer forma, todos os filhos receberam títulos próprios do Rei Carlos II, que reconheceu abertamente cinco dos filhos de Barbara Villiers como seus.
Os escritos de Roger Palmer, Conde de Castlemaine, incluem a Apologia Católica (1666), o Compêndio [dos julgamentos da conspiração papal] (1679) e o Manifesto do Conde de Castlemaine (1681).

## Armas
|  |  |